# Llafranc
Llafranc is een badplaats in het noorden van Spanje, aan de Middellandse Zee. Het behoort tot de gemeente Palafrugell in de regio Catalonië. Llafranc telt ongeveer 300 inwoners. Het dorp ligt in de Costa Brava.
Llafranc is een populaire vakantieplaats voor met name Engelse en Nederlandse toeristen. Er zijn twee campings: La Siësta en Kim's Camping, die vooral door Nederlanders wordt bezet, en een aantal kleine hotels. Het dorp heeft een middelgroot strand in typisch mediterraanse baai. Aan het strand grenst een uitgestrekte boulevard waarop de horeca gevestigd is. Llafranc heeft een eigen jachthaven en er is een duikscholen in het dorp. 
Het dorp is gelegen aan de voet van de El Far de Sant Sebastià, een achttiende-eeuwse vuurtoren. De vuurtoren staat op de top van een berg die de baai van Llafranc aan de noordkant afsluit. Bij de vuurtoren is een beroemd hotel gelegen dat bekendstaat om het prachtige uitzicht over de Middellandse Zee. 

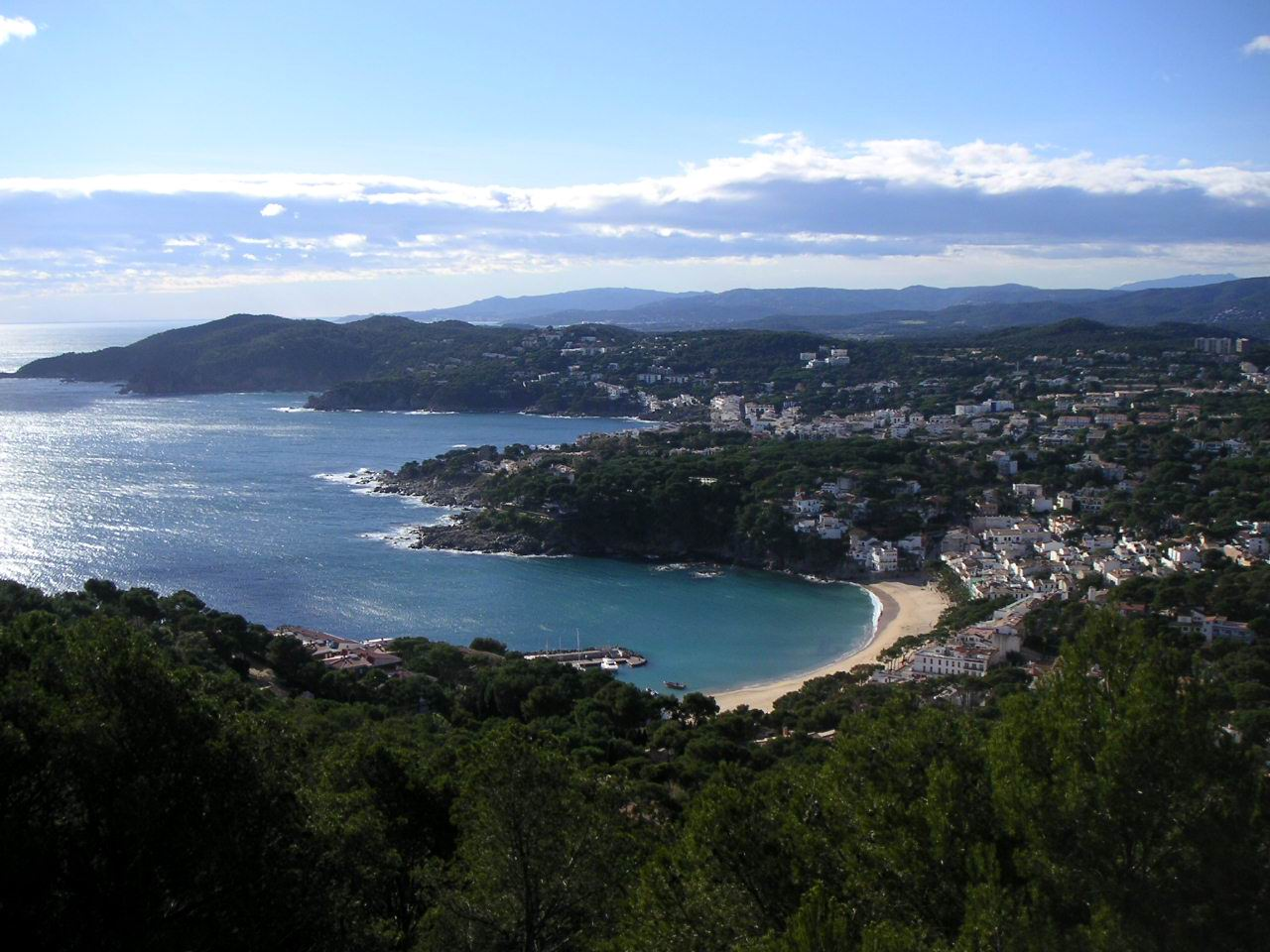
Foto genomen vanaf El Far de San Sebastian